# Centre éducatif fermé des Chutes-Lavie
Le Centre éducatif fermé des Chutes-Lavie dans le 14e arrondissement de Marseille, créé en 2017, peut accueillir jusqu'à douze mineurs de plus de 13 ans, placés par le ministère de la Justice. Il est visé par trois enquêtes préliminaires pour « suspicion de mauvais traitements », « malversations financières », et « agression sexuelle », qui mettent en cause la gestion de l'établissement par l’association Nouvel Horizon dont  Jean-Michel Clément est le président. Le centre est fermé pour six mois par décision préfectorale en novembre 2020. 

## Histoire
Le centre créé en 2017 est géré, à la suite d'un appel d'offres, par l’association Nouvel Horizon, que préside depuis 2018 le député (ex-LREM) de la Vienne Jean-Michel Clément. L'association basée à Poitiers gérait déjà un CEF au Vigeant (Vienne) depuis 2005,. 
Son implantation en pleine ville facilite les tentations de fugue et le trafic de stupéfiants dans son enceinte,,,. 
Le centre a connu sept directeurs différentes entre 2017 et 2020. En 2019, à la suite du départ de la directrice, l'intérim est assuré par la directrice adjointe. En avril, des éducateurs l'alertent sur le sous-effectif, les problèmes de planning, et le manque de concertation sur le projet éducatif. Le 2 août 2019, ils se mettent en grève pour dénoncer leurs conditions de travail et soutenir un de leurs collègues visé par un licenciement pour faute grave,. 
En octobre 2019, une enquête préliminaire est ouverte concernant la « suspicion de mauvais traitements » de certains jeunes hébergés au centre. Pour Jean-Michel Clément, « C’est une cabale montée et instrumentalisée par des syndicalistes. La plainte a été déposée et est depuis restée lettre morte », ce que contredit la procureure de Marseille à Marsactu.
En 2020, le centre fait l'objet d'une nouvelle enquête préliminaire pour malversations financières, visant l'ancien directeur général Michel D., nommé en novembre 2019 et licencié à la suite d'un contrôle de la PJJ (il a lancé une procédure aux prud’hommes contre ses anciens employeurs); il aurait enchainé pendant 6 mois les dépenses inconsidérées et fait installer des caméras de surveillance « dans la grande salle commune, le sas d’entrée, les parties administratives » et un système « pour visionner les images depuis son ordinateur personnel », mais rien de cela n'est pas permis par la CNIL. Une partie du personnel et l'ancienne directrice par intérim défendent le directeur et accusent l’association Nouvel Horizon, dont le président explique « C’est une succession d’épisodes malheureux. Nous avons eu des gens qui n’étaient pas faits pour ça, on n’a pas eu de bol avec Marseille ».   
Le remplaçant de Michel D. rompt son contrat avant la fin de la période d'essai et le centre n'a pas de directeur à temps plein lorsque, en novembre 2020, une jeune femme dit avoir été victime à plusieurs reprises de violences sexuelles commises par d’autres mineurs du centre et porte plainte. Une enquête a été ouverte et le préfet prend une mesure de « cessation temporaire d’activité » pour six mois.  
En 2022, le centre a été repris par l'Institut Don Bosco, association œuvrant dans le champ de la protection de l'enfance, du handicap, de l'insertion et de l'aide aux victimes[réf. nécessaire].  